# بعمرائيل
بعمرائيل قرية تتبع ناحية قرى مركز بانياس في منطقة بانياس التابعة لمحافظة طرطوس.
تقع القرية بمحاذاة مدينة بانياس من جهة الجنوبية الشرقية على تل يصل ارتفاعه إلى 120 متر، وهي إداريا وخدميا تتبع لمدينة بانياس مباشرة وتعتبر حي من أحياء المدينة، ويبلغ عدد سكانها قرابة الخمسة آلاف نسمة تتكون من عدة عائلات عربية.
ويغلب على القرية الطابع الزراعي مع وجود بعض المشاريع التجارية الصغيرة.